# مدينة الكويت الترفيهية

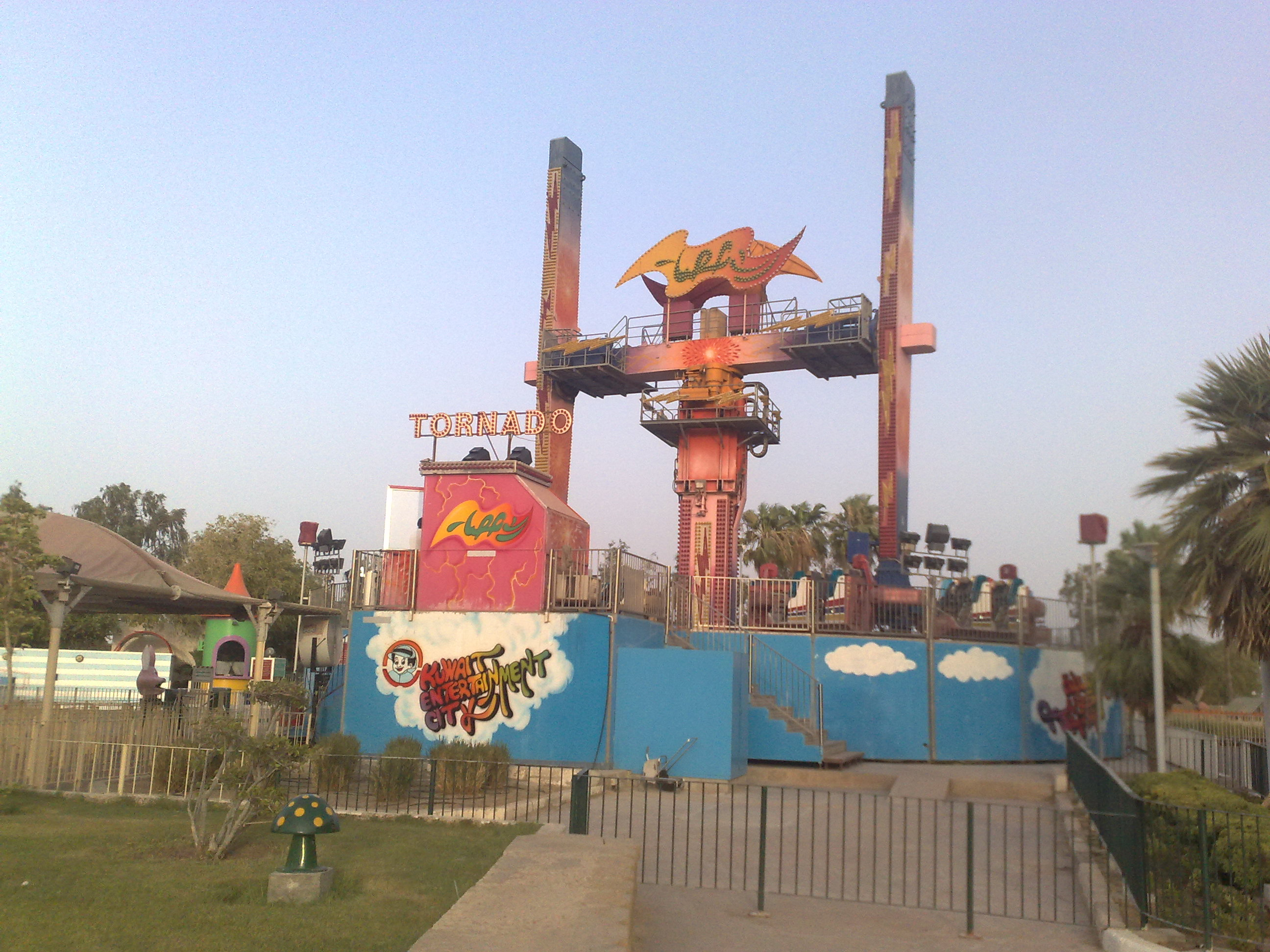
أحد أماكن المدينة الترفيهية.

مدينة الكويت الترفيهية هي مدينة ترفيهية تقع بمنطقة الدوحة التابعة لمحافظة العاصمة، وهي إحدى مشاريع شركة المشروعات السياحية. افتتحت في 12 مارس 1984م. تبلغ مساحة المدينة مليون متر مربع، مما يجعلها من أكبر المدن الترفيهية في الشرق الأوسط. وأكبر وأهم المرافق الترفيهية والسياحية في دولة الكويت.
أغلقت المدينة عام 2016 على أن يتم ترميمها وافتتاحها عام 2027.

## المعالم
تضم المدينة الترفيهية العديد من المطاعم الشهيرة وأربع أقسام:
1. العالم العربي، ويحتوي على مجموعة ألعاب تشير إلى الطابع العربي مثل الرحالة، مراكب الخليج والسندباد البحري ومجموعة كبيرة من الألعاب للكبار والصغار.
2. العالم الدولي، ويحتوي على ألعاب مثل المراكب الأفريقية، السيارات الأوروبية، حلبة رعاة البقر، الجندول الأسترالي، القطار الأمريكي وغيرها من الألعاب المتنوعة.
3. عالم المستقبل، ويضم الألعاب التي تمثل التقدم العلمي وحضارة المستقبل مثل قبة الفضاء وألعاب الفيديو الأوركيد جيم بالإضافة إلى اللعبة العملاقة المكسر والإعصار ولعبة عاصفة الصحراء.
4. الحديقة الإقليمية، وتتميز بمساحات خضراء واسعة تتسع لأعداد كبيرة من الزوار وبها بحيرة ومسجد لإقامة الصلاة ومسرح روماني مكشوف وألعاب مثل النسر الطائر العملاقة ولعبة القوارب اللاسلكية.